# Градски дворец (Потсдам)
Градският дворец в Потсдам е дворец в град Потсдам (Германия). Намира се на площад „Стар пазар“ в историческия център на града. 
На това място е имало славянски замък, споменат в документ от 993 г.  През 1157 г. Асканите прогонват славяните и завземат маркграфство Бранденбург заедно с крепостта. Между 1662 и 1674 г. крепостта бива превърната в дворец в ранен бароков стил по образец на нидерландската дворцова архитектура, а по-точно на дворец Хонселерсдайк (Honselersdijk).
От 1670 г. нататък дворецът служи като втора резиденция на бранденбургските курфюрсти и пруските крале (след Берлин). По искане на Фридрих Велики дворецът е преустроен по плановете на Георг Венцеслаус фон Кнобелсдорф в периода 1747-1750 г. и се счита за основно произведение на фридерицианското рококо.
Като част от архитектурния ансамбъл, включващ Градината за наслада и нейния Басейн на Нептун, придворната Конюшня и околните дворци за удоволствие (например двореца Сансуси), Градският дворец в Потсдам е имал важно значение за региона и дори извън него. Градините, архитектурата и оригиналните интериори показват различните разбирания за естетика през различните епохи на барока, фредерицианското рококо, класицизма.
След провъзгласяването на Ваймарската република през 1918 г., дворецът става седалище на магистрата (кмета) и градския съвет на Потсдам.
 

Дворецът е изцяло опожарен в Нощта на Потсдам на 14.04.1945 г. по време на Втората световна война, а останки му са били окончателно досъборени през 1958 г. от управата на Германската демократична република. По решение на парламента на провинция Бранденбург сградата е реконструирана между 2010 и 2013 г. по плановете на архитекта Петер Кулка, който внедрява в строежа оригинални останки от някогашния дворец. Реконструкцията е завършена през януари 2014 г., а двореца служи днес като седалище на ландтага (парламента) на федералната провинция Бранденбург и има функционален интериор, проектиран от Петър Кулка. Реконструкцията на бароковите фасади е станала възможна чрез активния ангажимент, поет от граждани, особено от известния телевизионен водещ Гюнтер Яух, който дарява 3,5 милиона за изграждането на Портала на фортуна, както и дарението от над 20 милиона евро от съоснователя на международната софтуерна фирма SAP – Хасо Платнер. 
- Градския дворец, снимка датираща между 1928 и 1944 г.
- Строителни дейности, 2010 г.
- Строителни дейности, 2012 г.
- Градският дворец, 2016 г.
- Градината за наслада с басейна на Нептун, зад него градският дворец и църквата Св. Николай, 1900 г.
- Градския дворец, 2016 г.
- Градския дворец след Втората световна война, 1945 г.
- Реконструиране на Градския дворец, 2011 г.
- Градският дворец и купула на църквата Св. Николай на заден план, 1959 г.
- Градският дворец и купула на църквата Св. Николай на заден план, 2020 г.
- Градският дворец, 1926 г.
- Градският дворец, 2013 г.
- Градският дворец вдясно, кралската конюшня вляво, и куполът на църквата Св. Николай на заден план, 2020 г., около 1928-1944 г.
- Градският дворец вдясно, бившата кралска конюшня вляво, и куполът на църквата Св. Николай на заден план, 2020 г.
- Част от фасадата на градския дворец вляво, църквата Св. Николай в средата и кметството вдясно, между 1928 и 1944 г.
- Част от фасадата на градския дворец вляво, църквата Св. Николай в средата и разрушеното кметството вдясно, между 1945 г.
- Част от фасадата на градския дворец вляво, църквата Св. Николай в средата, 2017 г.